# Hampus Andersson (handbollsspelare)
Karl Erik Hampus Andersson, född 24 september 1993, är en svensk handbollsspelare. Han är högerhänt och spelar vänstersexa i anfall.

## Karriär
Hampus Andersson växte upp Ystad och började spela handboll i IFK Ystad. Tog hem JSM-guld med IFK Ystad 2011 men bröt armen under samma SM. 2011 var ett skadedrabbat år med nydebuterad typ 1-diabetes, bruten fot och bruten arm. Han övervann svårigheterna, och blev dessutom utsedd till Årets handbollstalang i Sydskåne 2012. 2013 bytte Andersson klubb till Ystads IF. Efter att ha spelat i Ystads IF i nio år lämnade han klubben 2022 efter att ha vinnit SM-guld.
Landslagskarriären började i Ungdomslandslaget där han spelade 25 matcher och gjort 41 mål. Han var med i U21 VM i Bosnien Hercegovina och tog VM-guld med Sveriges U21 Landslag.

## Idividuella utmärkelser
- Årets handbollstalang i Sydskåne 2012